# Gioseffo Zarlino
Gioseffo Zarlino ( 22. března 1517, Chioggia – 14. února 1590, Benátky) byl italský kapelník, muzikolog a hudební skladatel.

## Život a dílo
Zarlino studoval v Benátkách u zakladatele tzv. benátské hudební školy Adriana Willaerta. Roku 1565 nahradil Cypriana de Rore ve funkci kapelníka v benátské bazilice sv. Marka, a toto místo si podržel až do konce svého života.
Mezi jeho dochované skladby patří mj. několik motet a madrigalů. Pro dějiny hudby jsou ovšem významné zejména jeho hudebně-teoretická pojednání. Někteří muzikologové jej dokonce považují za „otce moderní hudební teorie“. Jeho nejznámějším žákem byl hudební teoretik a skladatel Vincenzo Galilei, otec Galilea Galileiho. Dalším z jeho žáků byl také např. Giovanni Croce.

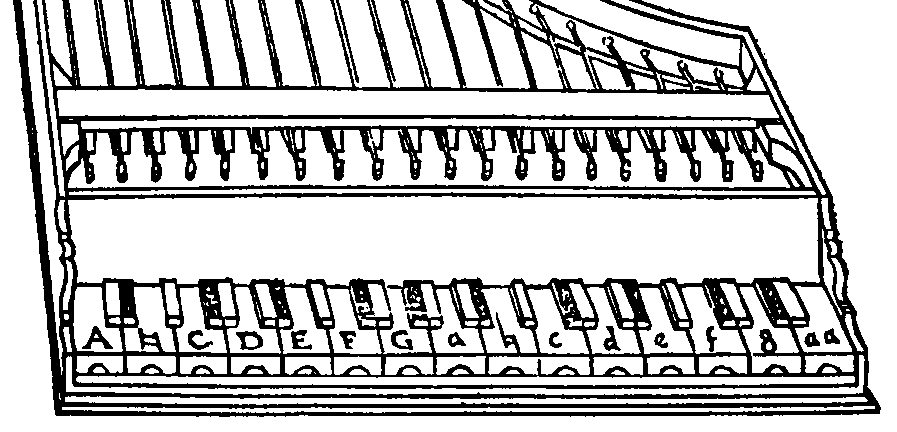
Ilustrace z pojednání Le institutioni harmoniche, klaviatura o 19 klávesách v oktávě

Díky Zarlinovým teoretickým pracím, které zjevně myšlenkově vycházejí ze spisu Musica theorica od Lodovica Fogliana, se prosadily diatonické stupnice oproti pythagorejským.
Zarlino si v roce 1548 nechal od Domenica de Pesaro postavit cembalo s 19 klávesami v oktávě, na němž mohl hrát hudbu starověkého Řecka a soudobé skladby.

## Dílo (výběr)
- Le istitutioni harmoniche (Benátky, 1558/1573)
- Dimostrationi harmoniche (1571)
- Sopplimenti musicali (1588)